# Sjoerd Rensen
Sjoerd Rensen (Gendt, 18 april 1984) is een Nederlandse voetballer die dienstdoet als doelman. Hij verruilde in juli 2010 IJsselmeervogels voor vv Bennekom.
Rensen begon met voetballen bij VV De Bataven in zijn geboorteplaats. Vandaaruit werd hij opgenomen in de jeugdopleiding van Vitesse in het naburige Arnhem. Hij speelde  voor Oranje onder 16 en Oranje onder 18.
Rensen verruilde in de zomer van 2005 de beloftes van Vitesse voor FC Dordrecht. In zijn eerste seizoen hier was hij tweede keeper achter Johan van der Werff. Hij speelde één wedstrijd in het eerste team dat seizoen en geregeld in het tweede elftal. Op 20 januari 2006 speelde hij zijn eerste profwedstrijd. In een uitwedstrijd tegen AGOVV (2-1) verving hij in de 26e minuut de geblesseerde Van der Werff. Het stond toen 1-0. Hij stond koud in het veld toen een vrije trap van Gonzalo García achter hem in het doel vloog. Hierna liet hij geen doelpunt meer door.
Zijn eerste profwedstrijd in de basis was op 15 september 2006. Dit was ook zijn eerste wedstrijd aan de Krommedijk. Rensen verving de aan een hamstring geblesseerde Frank Kooiman. FC Dordrecht won deze wedstrijd met 2-1 van FC Eindhoven. In de derde minuut schoot Sasa Stojanovic een vrije trap achter Rensen. De hele verdere wedstrijd hield hij zijn doel schoon en FC Dordrecht won alsnog doordat Ibad Muhamadu in de laatste minuten twee keer wist te scoren.
Op donderdag 21 september 2006 speelde Rensen zijn eerste bekerwedstrijd voor FC Dordrecht. Uit in Waalwijk werd er met 3-2 verloren van RKC. Rensen speelde de hele wedstrijd.
Aan het einde van het seizoen 2006/07 speelde Rensen vier wedstrijden in de play-offs om promotie/degradatie. In een uitwedstrijd tegen RKC Waalwijk moesten er strafschoppen worden genomen voor het thuisvoordeel in de derde wedstrijd. In deze serie stopte Rensen de inzetten van Robert Fuchs en Milano Koenders, waarna Nick van der Velden met een Panenka-strafschop de serie met 4-3 besliste in het voordeel van FC Dordrecht.
Rensen speelde vanaf januari 2009 op huurbasis bij FC Eindhoven. In het seizoen 2009-10 verliett Rensen het profvoetbal en ging hij naar IJsselmeervogels. In 2010-11 stapte hij over naar VV Bennekom, nabij zijn woonplaats Ede.

## Clubstatistieken
| Seizoen | Club             | Duels | Goals | Competitie               |
| ------- | ---------------- | ----- | ----- | ------------------------ |
| 2005/06 | FC Dordrecht     | 1     | 0     | Eerste divisie           |
| 2006/07 | FC Dordrecht     | 5     | 0     | Eerste divisie           |
| 2007/08 | FC Dordrecht     | 33    | 0     | Eerste divisie           |
| 2008/09 | FC Dordrecht     | 5     | 0     | Eerste divisie           |
| 2008/09 | → FC Eindhoven   | 4     | 0     | Eerste divisie           |
| 2009/10 | IJsselmeervogels | 3     | 0     | Hoofdklasse B            |
| 2010/11 | VV Bennekom      | ...   | ...   | Zaterdag Eerste klasse D |
|         | Totaal           | 51    | 0     |                          |